# Torsdag Nesta
Torsdag Nesta, på engelska Thursday Next, är en hjältinna i en rad fantasyböcker skrivna av Jasper Fforde. Hon lever i ett universum parallellt med vårt, men saker som har hänt här har även hänt där, såsom till exempel Krimkriget (som fortfarande pågår i den första boken Var är Jane Eyre?). Hon är polis vid SpecOps speciella gren SpecOps department 27 (Literary Detectives) i Swindon.
Hennes man heter Landen Parke-Laine, och de har en son som är döpt till Friday. Hennes far är före detta tidspolis och "flyter fritt" i tiden.